# Secure Electronic Transaction
Pour les articles homonymes, voir set.
 
Le SET (Secure Electronic Transaction) est un protocole destiné spécialement à sécuriser les transactions Internet de paiement par carte bancaire. Il a été développé à l'origine par Visa International et MasterCard, en 1996, avec l'aide des grandes compagnies informatiques de la planète. 
Son champ d'application se réduit au chiffrement des seules données bancaires, contrairement à SSL qui peut chiffrer les images et le texte. Le protocole SET implique trois parties : le client, le vendeur et la banque du vendeur. Ce système SET requiert des certificats auprès des trois parties. Les certificats du client et du vendeur sont fournis par leurs banques respectives, après quoi la transaction commerciale peut avoir lieu. Avec le SET, le numéro de carte bancaire peut ne pas être connu du vendeur, donc ne sera pas stocké dans ses fichiers et être récupéré par une personne mal intentionnée. Le SET assure en principe une transaction de non répudiation, mais cette clause peut varier d'un pays à l'autre suivant la législation en vigueur. 
Si le SSL et le SET assurent chacun un haut degré de confidentialité, seul le SET permet une pleine identification réciproque des deux parties grâce à un tiers de confiance, en l'occurrence la banque du vendeur. Ainsi, elle s'assure que la carte est bonne et qu'elle n'a pas été volée.
En France, le protocole fut utilisé par le système C-SET (Chip-Secure Electronique Transaction) : SET avec utilisation d'un logiciel de lecteur de carte bancaire.
Malgré ses atouts, SET n’a pas réussi à être massivement adopté par le marché, notamment à cause de la complexité et du coût supporté par le commerçant (comparé à l’alternative proposée par la seule protection du transport par SSL) et à cause de la logistique nécessaire à la distribution des certificats et l’installation des logiciels clients.
Le protocole SET n'est plus opérationnel depuis le début des années 2000, Visa et MasterCard l'ayant remplacé par 3-D Secure.